# 遶市镇
遶市镇，是中华人民共和国江西省宜春市袁州区下辖的一个乡镇级行政单位。

## 行政区划
遶市镇下辖以下地区：
遶市村、院前村、西坑村、肯塘村、上陈村、上西村、寒岭村、丰林村、泽溪村和上石村。